# أي إس إم-135 أسات
صاروخ آي آس آم-135 أسات (بالإنجليزية: ASM-135 ASAT)‏؛ هو صاروخ متعدد المراحل أمريكي الصنع، مضاد للأقمار الصناعية، يطلق من الجو بواسطة الطائرات المقاتلة، وتنفرد القوة الجوية للولايات المتحدة باستخدامه.